# Lijst van voetbalinterlands Andorra - Faeröer
Deze lijst van voetbalinterlands is een overzicht van alle officiële voetbalwedstrijden tussen de nationale teams van Andorra en Faeröer. De landen hebben tot op heden vijf keer tegen elkaar gespeeld. De eerste ontmoeting, een vriendschappelijke wedstrijd, werd gespeeld in San Fernando (Spanje) op 3 februari 1999. Het laatste duel, een groepswedstrijd tijdens de UEFA Nations League 2020/21, vond plaats op 13 oktober 2020 in Tórshavn.

## Wedstrijden
| № | Plaats           | Datum            | Competitie                  | Wedstrijd         | Uitslag |
| - | ---------------- | ---------------- | --------------------------- | ----------------- | ------- |
| 1 | San Fernando     | 3 februari 1999  | Vriendschappelijk           | Andorra – Faeröer | 0 – 0   |
| 2 | Andorra la Vella | 25 maart 2017    | WK 2018 kwalificatie        | Andorra – Faeröer | 0 – 0   |
| 3 | Tórshavn         | 3 september 2017 | WK 2018 kwalificatie        | Faeröer − Andorra | 1 − 0   |
| 4 | Andorra la Vella | 6 september 2020 | UEFA Nations League 2020/21 | Andorra − Faeröer | 0 − 1   |
| 5 | Tórshavn         | 13 oktober 2020  | UEFA Nations League 2020/21 | Faeröer − Andorra | 2 − 0   |

## Samenvatting
| Competitie          | Totaal gespeeld | Winst Andorra | Gelijk | Winst Faeröer | Doelsaldo Andorra – Faeröer |
| ------------------- | --------------- | ------------- | ------ | ------------- | --------------------------- |
| WK-kwalificatie     | 2               | 0             | 1      | 1             | 0 − 1                       |
| UEFA Nations League | 2               | 0             | 0      | 2             | 0 − 3                       |
| Vriendschappelijk   | 1               | 0             | 1      | 0             | 0 − 0                       |
| Totaal              | 5               | 0             | 2      | 3             | 0 − 4                       |

Wedstrijden bepaald door strafschoppen worden, in lijn met de FIFA, als een gelijkspel gerekend.

## Details

### Eerste ontmoeting
| Vriendschappelijk (San Fernando, Spanje, 3 februari 1999): |       |         |
| Andorra                                                    | 0 – 0 | Faeröer |
|                                                            | goals |         |

### Tweede ontmoeting
| WK 2018 kwalificatie (Andorra la Vella, Andorra, 25 maart 2017): |       |         |
| Andorra                                                          | 0 – 0 | Faeröer |
|                                                                  | goals |         |